# 美室
美室（びしつ / ミシル、540年代? - 612年以後）は、新羅第24代真興王から第27代善徳女王治世期にかけて実在したとされる真骨の貴族女性。

## 生涯
彼女については、1989年に発見された『花郎世記』の文献に登場する以外、不明である。それによると美室は歴代王妃を輩出した一族に生まれ、類まれな美貌と教養を兼ね備え、花郎（ファラン、新羅に実在した貴族青年部隊）の最高指揮者「源花」（げんか）の地位に就き権力を掌握していた。また、夫の世宗（李氏朝鮮時代の王とは別人）以外に真興王をはじめ数多くの男性を誘惑、相手にしたと伝えられている。特に真興王の息子、第25代真智王、第26代真平王との色事は有名である。
真興王は美室を寵愛し彼女に『宮主』、『殿主』などの称号を付与した。真興王死後、真智王の廃位を主導し、真平王の在位期に玉璽を官理する『璽主』になった。

## 家族
- 祖母(父方)：三葉公主(第23代国王法興王の娘。)
- 父：未珍夫(第2代風月主。)
- 母：妙道夫人 朴氏(初代風月主 魏花郎の孫娘。)
- 弟：美生郎(第10代風月主。)
- 叔母(母方)：思道王后 朴氏(第24代国王真興王の王妃。第25代国王真智王の母、第26代国王真平王の祖母。)
- 叔母(母方)：知道夫人 朴氏(真智王の妃、第29代国王武烈王の祖母。)
- 夫：世宗公(弩里夫。第6代風月主。)
  - 長男：夏宗公(第11代風月主。)
    - 孫：毛宗公（叔父、宝宗の正室、良明公主との間に第22代風月主 良図を儲けた。）
    - 孫：柔毛娘主
    - 孫：英毛夫人(金庾信の正室。)

  - 次男：玉宗公
- 情夫：斯多含(第5代風月主。初代風月主 魏花郎の外孫。)
- 情夫：薛原郎(第7代風月主。初代風月主 魏花郎の外孫。) ※ 斯多含、薛原郎は異父兄弟であり、母が魏花郎の娘・金珍娘主。
  - 息子：宝宗公(第16代風月主。)
    - 孫：宝良宮主 薛氏(真平王の側室。)
    - 孫：宝羅宮主 薛氏(武烈王の最初の妻。)
- 情夫：美生郎(実弟でもある。)
  - 子女あり
- 情夫：第24代国王 真興王
  - 娘：般若公主
    - 孫：水品（第27代国王善徳女王の時代の上大等。父は真興王の息子で銅輪太子と真智王の弟、金仇輪。）

  - 娘：蘭若公主(真平王の側室。)
    - 孫：雨若公主

  - 息子：壽宗殿君
- 情夫：銅輪太子(従兄弟でもある。真興王と思道王后 朴氏の長男、真智王の兄。)
  - 娘：艾松公主
- 情夫：第25代国王 真智王(従兄弟でもある。真興王と思道王后 朴氏の息子、銅輪太子の弟。)
- 情夫：第26代国王 真平王(銅輪太子の息子。)
  - 娘：宝華公主
    - 孫：善品（第21代風月主。父は金仇輪。水品の異母弟。第30代国王文武王の王妃、慈儀王后の父。）

## テレビドラマ
2009年に放送されたMBCテレビドラマ『善徳女王』では主人公に敵対する人物として登場し、美室を演じたコ・ヒョンジョンが2009年度のMBC演技大賞を受賞した。

## 美室が登場する作品
- 『淵蓋蘇文』 2006年-2007年、SBS
- 『善徳女王』 2009年、MBC - 演：コ・ヒョンジョン

## 脚註
1. ↑  美室の生没年は不詳。
2. ↑  『花郎世記』以外の史書には言及がない。